# Nicola Alianelli
Nicola Alianelli (Missanello, 10 luglio 1809 – Missanello, 22 settembre 1886) è stato un magistrato, politico e giurista italiano. Ricoprì la carica di Senatore del Regno a partire dalla XII legislatura.

## Biografia
Nacque a Missanello, in Basilicata, il 10 luglio 1809 da Francesco e Ippolita De Leo. Nel 1837 entrò in Magistratura e fu destinato ad Eboli e, poi, a Vallo della Lucania. Fu anche Procuratore Regio presso la Corte Criminale di Potenza. Affiliato alla Carboneria, nel 1848 aderì al Circolo Costituzionale Lucano di cui in seguito divenne presidente.
Arrestato per la sua partecipazione ai moti del 1848, rinunciò all'avvocato nominato d'ufficio, preferendo difendersi da solo. Venne condannato il 17 luglio 1852 a sette anni di ferri, pena che poi gli venne commutata in ammonizione nel 1853 e, tre anni dopo, eliminata con la grazia. Nel 1860, dopo l'insurrezione lucana, fece parte del Governo Prodittatoriale Lucano con l'incarico di dirigente del V Ufficio della Giunta Centrale di Amministrazione, cui competevano gli affari relativi alla Pubblica Istruzione, all'Agricoltura, Industria e Commercio, al Servizio Forestale e alla Salute Pubblica.
Con la proclamazione del Regno d'Italia riprese il suo posto nella magistratura e nella societàː infatti, nel 1864 fu assegnato alla Corte di Cassazione di Napoli dove raggiunse il grado di Presidente di Sezione e nella cui locale Università insegnò Diritto Commerciale, pubblicando il I volume delle sue Istituzioni di Diritto Commerciale che, però, rimasero, incompiute.
Nel 1876 fu nominato membro del Senato del Regno e presiedette la commissione che elaborò il nuovo codice di commercio. Proficua è stata anche la sua opera di studioso del diritto. Morì a Missanello il 22 settembre 1886.
Ad Alianelli era stato dedicato il palazzo in cui soggiornò durante la sua permanenza a Potenza, l'attuale palazzo Riviello; attualmente gli sono intitolate la via adiacente al suddetto palazzo e un'epigrafe presente su una delle facciate dello stesso.

## Opere
Del 1834 è la prima opera di Alianelli, un Trattato del contratto di enfiteusi, seguito, all'inizio degli anni Quaranta, da opere di diritto civile, quali la Esposizione dell'art. 118 delle Leggi di Procedura nei Giudizi Civili, pubblicata a Potenza nel 1842 e, due anni dopo, Delle spese nelle Procedure Civili, ossia Esposizione della Tariffa Giudiziaria Civile, del Decreto dei Diritti di Cancelleria e delle Leggi del Registro e del Bollo per quanto riguardano gli atti di Procedura.
Alla sua attività nel corso della Rivoluzione del 1848 appartiene il Confronto della costituzione napoletana del 1848 con la francese del 1830, colla belgica del 1831 e colla spagnola del 1812 adottata in Napoli nel 1820.
Alla fase postunitaria, infine, si riconducono Sulla riabilitazione dei condannati (Napoli 1863), Economie possibili nell'Amministrazione della Giustizia Penale (Napoli 1865), Codice di commercio del Regno d'Italia (Napoli 1867), Il matrimonio civile e gli impedimenti canonici e Delle antiche consuetudini e leggi marittime nelle Provincie Napoletane (Napoli 1871), oltre a Il matrimonio civile e gli impedimenti canonici, sempre del 1871.
Ancora, alla sua attività di docente nell'Università di Napoli si ascrive la sua Prolusione al Corso di Diritto Commerciale (Napoli 1865), cui si legano opere di storia del diritto quali Delle consuetudini e degli statuti municipali nelle provincie napolitane. Le consuetudini delle città di Capua ed Aversa (Napoli 1873) e Dei principii sulla base dei quali furono fondati i giudizii ed i ragionamenti della Commissione per le liti feudali (Napoli 1879). Di particolare rilievo, in questo campo, le Note filologiche all'opera di G.B. Vico De antiquissima Italorum sapientia ex linguae latinae originalibus eruenda: liber primus sive metaphysicus (Napoli 1870).
Alianelli collaborò anche per diversi giornali, pubblicano, tra 1841 e 1843, vari pezzi nel "Giornale Economico-letterario di Basilicata", nella Strenna Lucana Fior di Ginestra (Potenza 1859) e, dopo l'unità, su "Il Vesuvio", nel 1869.